# Francesc Julià i Perelló
Francesc Julià i Perelló (Palma, 1879 - 1975) fou un polític mallorquí, diputat a les Corts Espanyoles durant la Segona República Espanyola.

## Biografia
El 1904 milità al PSOE, però el 1910 es passa a la Unió Republicana i dirigí la Joventut Republicana Radical, fundant el diari La Voz del Pueblo (1913-1919). Fou un dels organitzadors del Partit Autònom d'Unió Republicana de Mallorca el 1913.
Des de 1918, feu part del directori dels reconstituït Partit Republicà Federal de Mallorca, que va donar suport al Front Únic Antimonàrquic i, quan es proclamà la Segona República Espanyola, es va fer càrrec, amb Ferran Pou Moreno i Jaume Bauzà Far de la comissió gestora de la Diputació Provincial de Balears (abril-juny de 1931), que presidirà de juny de 1931 a febrer de 1936. A les eleccions d'abril de 1931 fou elegit regidor de l'Ajuntament de Palma i a les eleccions generals espanyoles de 1931 fou elegit diputat a Corts per la Conjunció Republicano-Socialista. Convocà la reunió que va discutir l'avantprojecte de l'Estatut d'Autonomia per a les Illes Balears de 1931.
Pel gener del 1932 es va adscriure al Partit Republicà Radical d'Alejandro Lerroux, cosa que provocà l'escissió del Partit Republicà Federal de Mallorca i la separació de l'Acció Republicana de Mallorca. A les eleccions generals espanyoles de 1933 va esser elegit diputat a la segona volta, amb el suport del centre i la dreta, amb 47.424 vots. El febrer de 1936 es retirà de la política i es dedicà a les seves activitats privades. Durant la guerra civil espanyola no fou molestat per les noves autoritats.